# Transductor
Un transductor és qualsevol dispositiu que converteix un tipus de magnitud física, habitualment elèctrica o pneumàtica en un altre tipus de magnitud física.
La majoria converteixen energia elèctrica en un desplaçament mecànic, o bé converteixen alguna magnitud física no elèctrica (com ara temperatura, so o llum) en un senyal elèctric. És un dispositiu usat principalment en la indústria, en la medicina, en l'agricultura, en la robòtica, en aeronàutica, etc. per obtenir la informació dels entorns físics i químics i aconseguir (a partir d'aquesta informació) senyals o impulsos elèctrics, o totes dues coses. Els transductors sempre consumeixen una mica d'energia, per això el senyal mitjà resulta debilitat.
Un transductor pot omplir les funcions següents: percebre la presència, la magnitud, el canvis o la freqüència d'alguna magnitud a mesurar.

## Classificació
Els transductors es poden classificar segons el principi d'operació elèctric. N'hi ha de passius, que necessiten una font externa d'energia, i la sortida és una mesura d'alguna variació, com ara la resistència o la capacitància. Hi ha també transductors que no necessiten una font d'energia externa, i produeixen un voltatge o un corrent elèctric quan són estimulats mitjançant alguna forma d'energia. Es pot parlar de més de 1000 tipus de transductors.
Hi ha tres classes de transductors:
- Transductor sensor, que s'utilitza per detectar un paràmetre d'una forma i enviar-lo com una altra forma d'energia.
- Transductor actuador per a la transformació d'energia, o en altres paraules, converteix el senyal d'energia elèctrica en un senyal normalment no-elèctric. (Exemple: Altaveus; transformen energia elèctrica en energia en forma d'ones acústiques)
- Transductor ultrasònic: aquest té les dues funcions anteriors.

## Tipus de transductors
Es pot parlar de més de 1.000 tipus de transductors, aquí en tenim uns quants:
- Transductors electroacústics:[3][4]
  - Altaveu.
  - Auricular.
  - Micròfon.
  - Hidròfons.
- Transductors electromagnètics:
  - Antena.
  - Tub de raigs catòdics.
  - Llum fluorescent.
  - Cartutx magnètic.
  - Sonda Hall.
- Transductors electromecànics:
  - Polímers electroactius.
  - Galvanòmetre.
  - MEMS (sistemes microelectromecànics)
  - Motors rotatius
  - Generadors de motors de vibracions.
  - Potenciòmetres.
  - Acceleròmetres.
  - Servoacceleròmetres
- Transductors electroquímics:
  - Sondes de pH.
  - Electropiles de combustible galvànic.
- Transductors electroestàtics:
  - Electròmetre.
- Transductor fotoelèctric.
  - Díode làser.
  - Fotodíode, fotoresistor, fototransistor.
- Transductor de radiació:
  - Tub Geiger-Müller (mesura radioactivitat).
  - Receptor de ràdio.
- Transductors termoelèctrics:
  - Refrigerador termoelèctric.
  - Termistor (amb resistència PTC i NTC).
  - Transductor magnetostrictiu.
  - Transductor piezoelèctric.

## Exemples
- Un micròfon és un transductor electroacústic que converteix l'energia acústica (vibracions sonores: oscil·lacions a la pressió de l'aire) en energia elèctrica (variacions de voltatge).
- Un altaveu també és un transductor electroacústic, però segueix el camí contrari. Un altaveu transforma el corrent elèctric en vibracions sonores.
- Els teclats comuns transformen l'impuls dels dits sobre les membranes i aquestes generen el codi de la tecla premuda.
- El sistema d'alarma d'un automòbil transforma els canvis de pressió dins del vehicle en l'activació de l'alarma. Algunes d'aquestes són termistors, galgues extensomètriques, piezoelèctrics, termòstats, etc.
- Un ventilador.
- Una estufa elèctrica domèstica.
- Un altre exemple és un ventilador.
- Un altre exemple és una estufa domèstica.